# 奥斯卡·穆尼奥斯
奥斯卡·穆尼奥斯（西班牙語：Óscar Muñoz，1993年5月9日—），哥伦比亚男子跆拳道运动员。他曾代表哥伦比亚参加2012年和2016年夏季奥林匹克运动会跆拳道比赛，其中2012年奥运会获得一枚铜牌。